# Cascate Gampelefall
Le cascate Gampelefall (Gampelefälle in tedesco), sono due cascate che si trovano a pochi chilometri a nord di Fortezza (Italia), in Alto Adige.
In  Val d'Isarco dopo il paese di Fortezza presenta sul suo lato idrografico sinistro due interessanti salite, facilmente raggiungibili e visibili anche dall'Autostrada. 

## Accesso
- Prima cascata (sud) - Südlicher Gampelefall

Si esce dall'autostrada a Bressanone e proseguire in direzione del Brennero sulla strada statale. Si supera il paese di Fortezza, e si notano subito sulla destra  delle cascate. Si consiglia quindi di parcheggiare la macchina nei pressi di una vecchia cantoniera e risalire quindi nel bosco fino alla base della cascata (fin qui trenta minuti circa).
- Seconda cascata (nord) - Nördlicher Gampelefall

Si prosegue in macchina fino alla base della cascata successiva, e se ne risale il canale.